# Liselotte Brüne

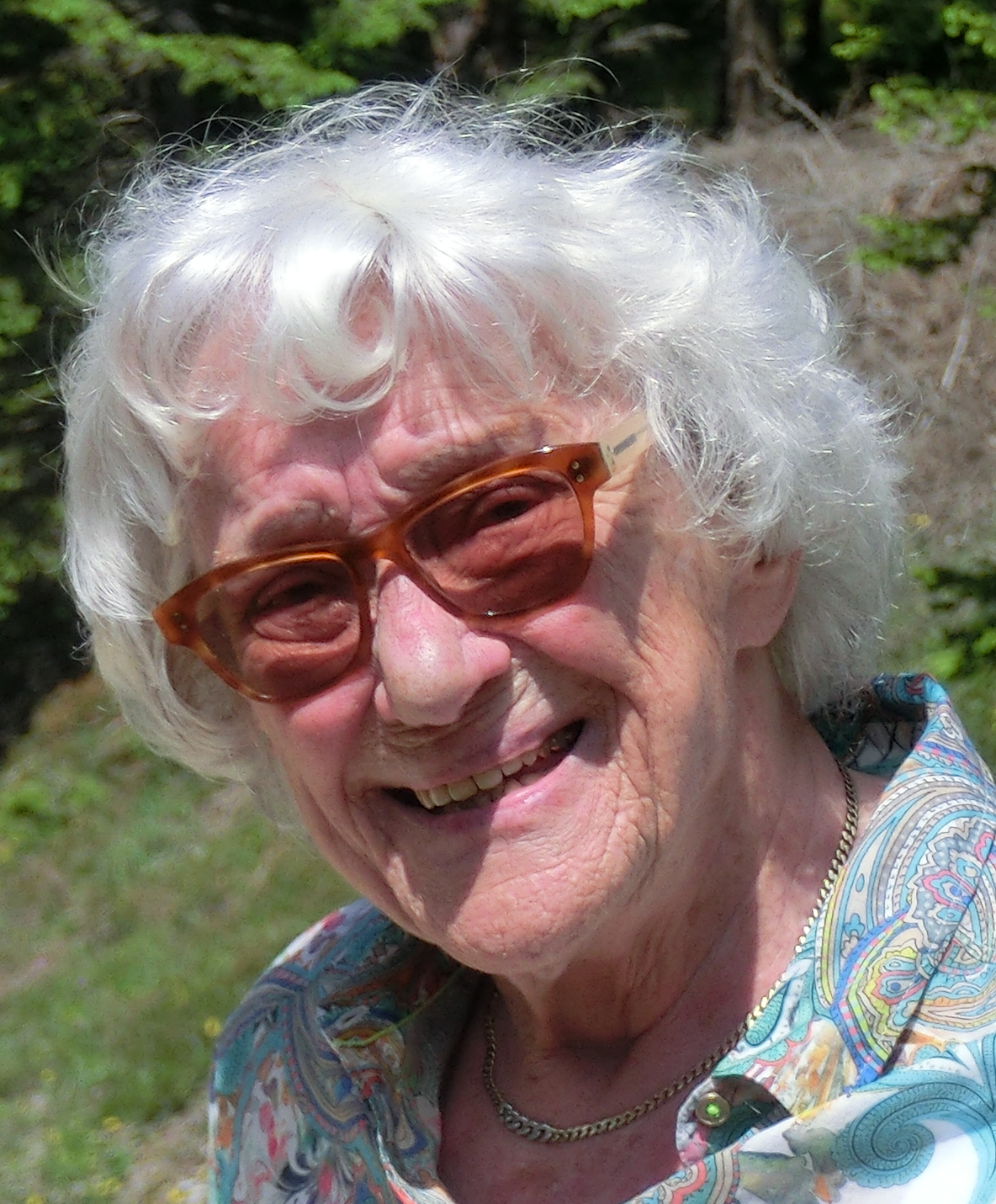
Liselotte Brüne (2013)

Liselotte Brüne (* 28. Januar 1916 in Montevideo, Uruguay; † 11. September 2016 in München) war eine deutsche Physiotherapeutin. Ihre Bedeutung für die Physiotherapie liegt in der Weiterentwicklung von Johannes Ludwig Schmitts Atemmassage zu einer eigenständigen Behandlungsmethode, der „Reflektorischen Atemtherapie“ (RAT).

## Leben und Werk
Nach der Ausbildung zur Krankengymnastin von 1936 bis 1938 in der Staatsanstalt für Krankengymnastik und Massage in Dresden unter der Leitung von Arno Arnold praktizierte sie von 1938 bis 1945 in den Bereichen Innere Medizin und Chirurgie in Dresden. 1949 kam Brüne als Patientin in die Naturheilklinik von Johannes Ludwig Schmitt nach München, wo sie Erfahrung mit Atemmassage und Yoga sammelte. Von 1960 bis zum Tode Schmitts 1964 arbeitete Brüne als dessen freie Mitarbeiterin in seiner Klinik in München. Brüne entwickelte Schmitts Atemmassage unter seiner Leitung weiter und ergänzte die manuellen Techniken mit einer speziellen Atemgymnastik. So entstand ihr ganzheitlicher Therapieansatz. Liselotte Brüne begründete ihren therapeutischen Ansatz fast gleichzeitig wie Ilse Middendorf die Methode der „Erfahrbare Atem“. Beide gehören zu einer Generation von Therapeutinnen des Westens, die in die Entwicklung ihrer Therapierichtungen auch fernöstliche Übungswege einfließen ließen.
Nach einer einjährigen Tätigkeit an der Universität München ließ sich Brüne 1963 in eigener Praxis in München als Krankengymnastin nieder. Ab 1965 war sie Gründungsmitglied der „Arbeitsgemeinschaft Atemtherapie“ im Deutschen Verband für Physiotherapie (ZVK). Sie baute ein Kursprogramm zur Vermittlung der Reflektorischen Atemtherapie und Ausbildung von Lehrtherapeuten auf und bildete bis 1997 Therapeuten in Deutschland selber aus. 1977 erschien ihr Buch Reflektorische Atemtherapie. Im Jahre 2000 wurde der Verein für Reflektorische Atemtherapie e.V. gegründet mit dem Ziel Brünes Behandlungsmethode fortzuführen und zu verbreiten.
Die „Reflektorische Atemtherapie“ wird vor allem bei gesundheitlichen Problemen mit den Atemwegen eingesetzt. Sie wird auch in der klinischen Physiotherapie angewandt, bspw. im Universitätsklinikum Mannheim.

## Ehrung
Im Jahr 2003 wurde Liselotte Brüne das Bundesverdienstkreuz für die Entwicklung, Erhaltung und Weiterentwicklung der Behandlungsmethode  Reflektorische Atemtherapie verliehen.

## Publikationen
- Reflektorische Atemtherapie. Mit einem Geleitwort von Dieter Spazier. Thieme, Stuttgart 1977; 3. Auflage 1994; Neuausgabe, mit Bettina Bickel: Pflaum, München 2018, ISBN 978-3-7905-1064-5.